# Kevin Rosero
Kevin Duvan Ante Rosero (3 dicembre 1998) è un calciatore colombiano, attaccante del Necaxa.

## Carriera
Nato in Colombia, ha iniziato a giocare nelle giovanili del Porto. Nel 2017 viene acquistato dalla Quarteirense, squadra militante nelle serie dilettantistiche del campionato portoghese. L'anno successivo si trasferisce al St. Lucia, nella seconda divisione maltese, con il quale al termine della stagione 2018-2019, ottiene la promozione in massima serie. Dopo due stagioni trascorse nella massima serie maltese, totalizzando 73 presenze e 29 reti in tre anni, nel 2021 si accasa al Volo, società della massima serie greca.

## Statistiche

### Presenze e reti nei club
Statistiche aggiornate al 12 luglio 2022.
| Stagione         | Squadra          | Campionato       | Campionato | Campionato | Coppe nazionali | Coppe nazionali | Coppe nazionali | Coppe continentali | Coppe continentali | Coppe continentali | Altre coppe | Altre coppe | Altre coppe | Totale | Totale |
| Stagione         | Squadra          | Comp             | Pres       | Reti       | Comp            | Pres            | Reti            | Comp               | Pres               | Reti               | Comp        | Pres        | Reti        | Pres   | Reti   |
| ---------------- | ---------------- | ---------------- | ---------- | ---------- | --------------- | --------------- | --------------- | ------------------ | ------------------ | ------------------ | ----------- | ----------- | ----------- | ------ | ------ |
| 2018-2019        | St. Lucia        | 1D               | 26+1       | 9+0        | CM              | 1               | 0               |                    | -                  | -                  |             | -           | -           | 28     | 9      |
| 2019-2020        | St. Lucia        | PL               | 19         | 2          | CM              | 2               | 1               |                    | -                  | -                  |             | -           | -           | 21     | 3      |
| 2020-2021        | St. Lucia        | PL               | 22         | 17         | CM              | 2               | 2               |                    | -                  | -                  |             | -           | -           | 24     | 19     |
| Totale St. Lucia | Totale St. Lucia | Totale St. Lucia | 68         | 28         |                 | 5               | 3               |                    | -                  | -                  |             | -           | -           | 73     | 31     |
| 2021-2022        | Volo             | SL               | 19+7       | 2+3        | CG              | 2               | 1               |                    | -                  | -                  |             | -           | -           | 28     | 6      |
| Totale carriera  | Totale carriera  | Totale carriera  | 94         | 33         |                 | 7               | 4               |                    | -                  | -                  |             | -           | -           | 101    | 37     |

## Palmarès

### Individuale
- Capocannoniere della Premier League Malti: 1

2020-2021 (17 reti)